# 恵けい
恵 けい（めぐみ けい、1989年6月10日 - ）は、日本の元AV女優、元グラビアアイドル。ハーフムーンの元メンバー。

## 略歴
- 千葉県出身。所属事務所はDuoエンターテイメント。
- 2008年に『現役高校生身体検査 恵けい』でデビュー。タイトルにもあるように撮影当時は高校3年生であった。
- 2008年7月14日発売の雑誌『Bejean』にて初ヌードを披露。
- 2009年2月7日にエスワンからAVデビュー。

## 作品

### イメージビデオ
- 現役高校生身体検査 恵けい（2008年2月6日、現コーポレーション）
- プチ・ディーバ（2008年3月14日、心交社）
- JUICY MELON（2008年5月16日、日本メディアサプライ）
- 未満 『AV無理』 恵けい（2008年9月1日、未満）
- 未満 『AV無理2』 恵けい（2008年10月1日、未満）
- 爆乳デカップNo.4（2008年10月9日、グラマラスキャンディ）他出演:一色雅、楓江梨子、灘坂舞、杏美月、佐藤かおり
- 妄想X S級女優の旬感エクスタシー 14（2010年3月25日、ARK）

### アダルトビデオ
2009年
- 了解×ギリモザ 新人ギリモザ（2月7日、エスワン）
- ギリモザ 6つのコスチュームでパコパコ!（3月7日、エスワン）
- ギリモザ ネットリ濃厚セックス（4月7日、エスワン）
- ギリモザ 無限絶頂!激イカセFUCK（5月7日、エスワン）
- ギリモザ 妄想的特殊浴場 本指名（6月7日、エスワン）
- ギリモザ 絶叫!ビッグマグナムFUCK（7月7日、エスワン）
- ギリモザ けいは潮吹き若奥様（8月7日、エスワン）
- ギリモザ OLびんびん物語 誘惑編（9月19日、エスワン）共演:麻美ゆま、藤浦めぐ、かすみりさ、初音みのり
- ギリモザ ものすごい顔射（10月7日、エスワン）
- ギリモザ OLびんびん物語 凌辱編（10月19日、エスワン）共演:麻美ゆま、藤浦めぐ、かすみりさ、初音みのり
- レイプ×ギリモザ 犯された巨乳女子校生（11月7日、エスワン）
- ギリモザ いいなり爆乳オナペット（12月7日、エスワン）

2010年
- 召しませ肉尻 （1月7日、エスワン）
- 中出し痴漢地獄 （1月7日、SODクリエイト）
- 妄想X S級女優の旬感エクスタシー 14（3月14日、ARK）
- ボイン大好きしょう太くんのHなイタズラ（4月1日、グローリークエスト）
- 実録都市伝説 深夜に現れる痴女を検証取材 2（4月15日、グローリークエスト）他出演:泉麻那、晶エリー、雪見紗弥、RUMIKA、森ななこ
- おいしいボイン妻（5月17日、なでしこ）
- 巨乳診断書 11（5月20日、グローリークエスト）
- パイズリしまくり敏感チクビ女 ver.挟射（6月5日、ワープエンタテインメント）
- 恵けいのソープしちゃうぞ（6月25日、クリスタル映像）
- ザーメン500連発の洗礼 （6月25日、ダスッ!）
- 着衣のボイン（7月5日、ドリームチケット）
- マジックミラー号 逆ナンパ 奇跡のボディ 横浜みなとみらい編（7月8日、ディープス）他出演：松すみれ、水城奈緒、音羽レオン
- 人妻中出し哀願 ［其ノ二一］（7月23日、青空ソフト）
- 浣腸解禁 （8月25日、ダスッ!）
- 恵けい お貸しします。（9月10日、クリスタル映像）
- 淫欲の巨大乳（9月13日、E-BODY）
- 世界一と世界二のチ●ポに薬漬けされて白目むくまでガン突きFUCK!!!（9月15日、NON）
- 爆乳女子校生 〜私達に犯させて〜（9月19日、OPPAI）共演:葵ぶるま、大沢かえで
- 電流アクメ 6 〜勃起クリトリス電極責め〜（9月23日、ROCKET）
- 童貞プロデュース 憧れの恵けいとイク!爆乳筆おろし! 3（10月22日、チェリーズ）
- 2人の痴女の揺れるオッパイ（12月1日、ワンズファクトリー）共演:三浦芽依
- Boin「恵けい」Box（12月1日、ABC/妄想族）
- 夢の一夫多妻制 金は無いけど爆乳と愛に溢れた新婚生活（12月13日、MOODYZ）共演:佐山愛、鈴香音色、仁科百華
- 中出し専門 爆乳メイド（12月15日、ザック）
- 俺は子供の頃からこんな爆乳嫁が欲しかった 爆乳婚（12月16日、グローリークエスト）

2011年
- 乳奴隷 乳フェチ陵辱（1月1日、ABC/妄想族）
- 夢のハードプレイソープへようこそ!!（1月1日、MOODYZ）共演:管野しずか、横山みれい、妃乃ひかり
- ジョギング・ミセス2（1月7日、マドンナ）
- めざましフェラチオ（1月20日、グローリークエスト）他19名出演 ※撮りおろし
- 爆乳妻の告白 〜甥の言いなりにされた女〜（2月7日、マドンナ）
- バーチャル彼女3D 爆乳K-CUP（2月15日、ネクストグループ）
- HIJKcup 爆乳痴女大乱交（2月25日、美）共演:仁科百華、百花エミリ、橘なお
- kira☆kira BLACK GAL SPECIAL 黒GAL美爆乳☆キラキラ女子寮 〜縦横無尽に超激揺れ壮絶大乱交〜（3月19日、kira☆kira）共演:小峰ひなた、長谷川聖那、愛実
- 恵けいと爆乳生活。（4月15日、アイズム）
- 悩殺★ボイン Hcup103cm若妻 コーポ秩父のめぐみ23歳（5月7日、桃太郎映像）
- バーチャル彼女3D 爆乳K-CUP（microSD）（5月20日、ネクストグループ）
- 若義母のマル秘性教育 Vol.3（6月7日、マドンナ）
- 人妻中出しパンティーストッキング（6月19日、イエロー）共演:松すみれ
- 爆乳拘束 乳・奴隷（6月19日、ドグマ）

2012年
- 爆乳ギャルズMEGA MAX ダブルボンバーSP!!（2月20日、STAR PARADISE）共演:松すみれ

## TV出演
- おねがい!マスカット （テレビ東京、2008年11月 - 2009年3月）
- おねだり!!マスカット （テレビ東京、2009年4月 - 2010年1月）
- 吉沢明歩×○○（2009年8月18日、エンタ!371）
- 『ぷっ』すま（テレビ朝日、2010年5月11日）